# Championnat du monde de Formule 1 1956
Navigation
1955 1957
Le championnat du monde de Formule 1 1956 a été remporté par l'Argentin Juan Manuel Fangio au volant d'une Ferrari.

## Règlement sportif
- Seuls les cinq meilleurs résultats sont retenus.
- L'attribution des points se fait selon le barème 8, 6, 4, 3, 2, avec 1 point pour l'auteur du meilleur tour en course.
- Plusieurs pilotes peuvent se relayer au volant d'une même voiture. Les points sont alors divisés, sans tenir compte du nombre de tours bouclés par chacun.

## Règlement technique
- Moteurs atmosphériques : 2 500 cm³
- Moteurs suralimentés : 750 cm³

## Principaux engagés
- Les retraits en 1955 de Lancia puis de Mercedes entraînent une redistribution des cartes et un retour attendu au duel Ferrari-Maserati de 1952 et 1953.
- La Scuderia Ferrari apparaît comme la principale bénéficiaire de l'inter-saison. Au bord du gouffre en 1955, Ferrari a non seulement récupéré tout le matériel de Lancia (et notamment les redoutables D50) mais peut compter également sur le renfort de Juan Manuel Fangio. Pour épauler Fangio, Ferrari mise sur la jeunesse. Exit Giuseppe Farina (en semi-retraite) et Maurice Trintignant (tenté par le défi Bugatti), place à Eugenio Castellotti (arrivé en cours d'année précédente en provenance de Lancia), Luigi Musso ex-Maserati et Peter Collins.
- Maserati n'est pas en reste avec l'arrivée de Stirling Moss, que beaucoup considèrent comme le meilleur pilote du monde derrière Fangio, et son équipier le fougueux français Jean Behra.

Liste complète des écuries et pilotes (hors Indianapolis) ayant couru dans le championnat 1956 de Formule 1 organisé par la FIA.
| Écurie                    | Constructeur     | Châssis  | Moteur                                   | Pneus | Pilotes                 | Courses    |
| ------------------------- | ---------------- | -------- | ---------------------------------------- | ----- | ----------------------- | ---------- |
| Officine Alfieri Maserati | Maserati         | 250F     | Maserati 250F1 2.5 L6                    | P     | Stirling Moss           | 1-2, 4-8   |
| Officine Alfieri Maserati | Maserati         | 250F     | Maserati 250F1 2.5 L6                    | P     | Jean Behra              | 1-2, 4-8   |
| Officine Alfieri Maserati | Maserati         | 250F     | Maserati 250F1 2.5 L6                    | P     | Carlos Menditeguy       | 1          |
| Officine Alfieri Maserati | Maserati         | 250F     | Maserati 250F1 2.5 L6                    | P     | Chico Landi             | 1          |
| Officine Alfieri Maserati | Maserati         | 250F     | Maserati 250F1 2.5 L6                    | P     | Gerino Gerini           | 1          |
| Officine Alfieri Maserati | Maserati         | 250F     | Maserati 250F1 2.5 L6                    | P     | José Froilán González   | 1          |
| Officine Alfieri Maserati | Maserati         | 250F     | Maserati 250F1 2.5 L6                    | P     | Cesare Perdisa          | 2, 4-7     |
| Officine Alfieri Maserati | Maserati         | 250F     | Maserati 250F1 2.5 L6                    | P     | Francisco Godia         | 4-8        |
| Officine Alfieri Maserati | Maserati         | 250F     | Maserati 250F1 2.5 L6                    | P     | Piero Taruffi           | 5          |
| Officine Alfieri Maserati | Maserati         | 250F     | Maserati 250F1 2.5 L6                    | P     | Umberto Maglioli        | 7-8        |
| Officine Alfieri Maserati | Maserati         | 250F     | Maserati 250F1 2.5 L6                    | P     | Luigi Villoresi         | 8          |
| Officine Alfieri Maserati | Maserati         | 250F     | Maserati 250F1 2.5 L6                    | P     | Jo Bonnier              | 8          |
| Luigi Piotti              | Maserati         | 250F     | Maserati 250F1 2.5 L6                    | P     | Luigi Piotti            | 1, 7-8     |
| Luigi Piotti              | Maserati         | 250F     | Maserati 250F1 2.5 L6                    | P     | Luigi Villoresi         | 5-6        |
| Owen Racing Organisation  | Maserati BRM     | 250F P25 | Maserati 250F1 2.5 L6 BRM P25 2.5 L4     | P D   | Mike Hawthorn           | 1-2, 6     |
| Owen Racing Organisation  | Maserati BRM     | 250F P25 | Maserati 250F1 2.5 L6 BRM P25 2.5 L4     | P D   | Tony Brooks             | 2, 6       |
| Owen Racing Organisation  | Maserati BRM     | 250F P25 | Maserati 250F1 2.5 L6 BRM P25 2.5 L4     | P D   | Ron Flockhart           | 6          |
| Alberto Uria              | Maserati         | A6GCM    | Maserati 250F1 2.5 L6                    | P     | Alberto Uria            | 1          |
| Alberto Uria              | Maserati         | A6GCM    | Maserati 250F1 2.5 L6                    | P     | Óscar González          | 1          |
| Scuderia Ferrari          | Ferrari          | D50 555  | Ferrari DS50 2.5 V8 Ferrari 555 2.5 L4   | E P   | Juan Manuel Fangio      | 1-2, 4-8   |
| Scuderia Ferrari          | Ferrari          | D50 555  | Ferrari DS50 2.5 V8 Ferrari 555 2.5 L4   | E P   | Eugenio Castellotti     | 1-2, 4-8   |
| Scuderia Ferrari          | Ferrari          | D50 555  | Ferrari DS50 2.5 V8 Ferrari 555 2.5 L4   | E P   | Luigi Musso             | 1-2, 7-8   |
| Scuderia Ferrari          | Ferrari          | D50 555  | Ferrari DS50 2.5 V8 Ferrari 555 2.5 L4   | E P   | Peter Collins           | 1-2, 4-8   |
| Scuderia Ferrari          | Ferrari          | D50 555  | Ferrari DS50 2.5 V8 Ferrari 555 2.5 L4   | E P   | Olivier Gendebien       | 1, 5       |
| Scuderia Ferrari          | Ferrari          | D50 555  | Ferrari DS50 2.5 V8 Ferrari 555 2.5 L4   | E P   | Paul Frère              | 4          |
| Scuderia Ferrari          | Ferrari          | D50 555  | Ferrari DS50 2.5 V8 Ferrari 555 2.5 L4   | E P   | André Pilette           | 4          |
| Scuderia Ferrari          | Ferrari          | D50 555  | Ferrari DS50 2.5 V8 Ferrari 555 2.5 L4   | E P   | Alfonso de Portago      | 5-8        |
| Scuderia Ferrari          | Ferrari          | D50 555  | Ferrari DS50 2.5 V8 Ferrari 555 2.5 L4   | E P   | Wolfgang von Trips      | 8          |
| Équipe Gordini            | Gordini          | T16 T32  | Gordini 23 2.5 L6 Gordini 25 2.5 L8      | E     | Robert Manzon           | 2, 5-8     |
| Équipe Gordini            | Gordini          | T16 T32  | Gordini 23 2.5 L6 Gordini 25 2.5 L8      | E     | André Pilette           | 2, 5, 7    |
| Équipe Gordini            | Gordini          | T16 T32  | Gordini 23 2.5 L6 Gordini 25 2.5 L8      | E     | Hermano da Silva Ramos  | 2, 5-6, 8  |
| Équipe Gordini            | Gordini          | T16 T32  | Gordini 23 2.5 L6 Gordini 25 2.5 L8      | E     | André Milhoux           | 7          |
| Équipe Gordini            | Gordini          | T16 T32  | Gordini 23 2.5 L6 Gordini 25 2.5 L8      | E     | André Simon             | 8          |
| Écurie Rosier             | Maserati         | 250F     | Maserati 250F1 2.5 L6                    | P     | Louis Rosier            | 2, 4-7     |
| Vandervell Products Ltd   | Vanwall          | VW 2     | Vanwall 254 2.5 L4                       | P     | Maurice Trintignant     | 2, 4, 6, 8 |
| Vandervell Products Ltd   | Vanwall          | VW 2     | Vanwall 254 2.5 L4                       | P     | Harry Schell            | 2, 4-6, 8  |
| Vandervell Products Ltd   | Vanwall          | VW 2     | Vanwall 254 2.5 L4                       | P     | Mike Hawthorn           | 5          |
| Vandervell Products Ltd   | Vanwall          | VW 2     | Vanwall 254 2.5 L4                       | P     | Colin Chapman           | 5          |
| Vandervell Products Ltd   | Vanwall          | VW 2     | Vanwall 254 2.5 L4                       | P     | José Froilán González   | 6          |
| Vandervell Products Ltd   | Vanwall          | VW 2     | Vanwall 254 2.5 L4                       | P     | Piero Taruffi           | 8          |
| Gould's Garage            | Maserati         | 250F     | Maserati 250F1 2.5 L6                    | D     | Horace Gould            | 2, 4, 6-7  |
| Scuderia Centro Sud (en)  | Ferrari Maserati | 500 250F | Ferrari 500 2.0 L4 Maserati 250F1 2.5 L6 | P     | Giorgio Scarlatti       | 2, 7       |
| Scuderia Centro Sud (en)  | Ferrari Maserati | 500 250F | Ferrari 500 2.0 L4 Maserati 250F1 2.5 L6 | P     | Luigi Villoresi         | 4          |
| Scuderia Centro Sud (en)  | Ferrari Maserati | 500 250F | Ferrari 500 2.0 L4 Maserati 250F1 2.5 L6 | P     | Harry Schell            | 7          |
| Scuderia Centro Sud (en)  | Ferrari Maserati | 500 250F | Ferrari 500 2.0 L4 Maserati 250F1 2.5 L6 | P     | Emmanuel de Graffenried | 8          |
| Piero Scotti              | Connaught        | B        | Alta GP 2.5 L4                           | P     | Piero Scotti            | 4          |
| Automobiles Bugatti       | Bugatti          | T251     | Bugatti 2.5 L8                           | E     | Maurice Trintignant     | 5          |
| André Simon               | Maserati         | 250F     | Maserati 250F1 2.5 L6                    | P     | André Simon             | 5          |
| Scuderia Guastella        | Maserati         | 250F     | Maserati 250F1 2.5 L6                    | P     | Umberto Maglioli        | 6          |
| Scuderia Guastella        | Maserati         | 250F     | Maserati 250F1 2.5 L6                    | P     | Luigi Villoresi         | 7          |
| Scuderia Guastella        | Maserati         | 250F     | Maserati 250F1 2.5 L6                    | P     | Gerino Gerini           | 8          |
| Connaught Engineering     | Connaught        | B        | Alta GP 2.5 L4                           | P A   | Archie Scott-Brown      | 6, 8       |
| Connaught Engineering     | Connaught        | B        | Alta GP 2.5 L4                           | P A   | Desmond Titterington    | 6          |
| Connaught Engineering     | Connaught        | B        | Alta GP 2.5 L4                           | P A   | Jack Fairman            | 6, 8       |
| Connaught Engineering     | Connaught        | B        | Alta GP 2.5 L4                           | P A   | Les Leston              | 8          |
| Connaught Engineering     | Connaught        | B        | Alta GP 2.5 L4                           | P A   | Ron Flockhart           | 8          |
| Bob Gerard                | Cooper           | T23      | Bristol BS1 2.0 L6                       | D     | Bob Gerard              | 6          |
| Gilby Engineering         | Maserati         | 250F     | Maserati 250F1 2.5 L6                    | D     | Roy Salvadori           | 6-8        |
| Bruce Halford             | Maserati         | 250F     | Maserati 250F1 2.5 L6                    | D     | Bruce Halford           | 6-8        |
| Jack Brabham              | Maserati         | 250F     | Maserati 250F1 2.5 L6                    | D     | Jack Brabham            | 6          |
| Emeryson Cars             | Emeryson         | 56       | Alta GP 2.5 L4                           | D     | Paul Emery              | 6          |
| Ottorino Volonterio       | Maserati         | A6GCM    | Maserati 250F1 2.5 L6                    | P     | Ottorino Volonterio     | 7          |

## Résumé du championnat du monde 1956
Fangio en difficulté, Behra et Collins s'échappent
La saison débute en Argentine par un abandon et une victoire de Fangio : contraint de s'arrêter à la suite d'une défaillance du moteur de sa Ferrari-Lancia, Fangio reprend la piste au volant de la voiture de son équipier Luigi Musso et remporte l'épreuve. Partageant ses points avec Musso, il laisse la tête du championnat à Jean Behra et se console en constatant que Stirling Moss, son rival annoncé au championnat, n'a pas ramené le moindre point du déplacement sud-américain. 
Moss prend sa revanche à Monaco où il s'impose devant Fangio qui, après un abandon sur touchette a pu repartir grâce aux consignes d'équipe demandant à Peter Collins de lui donner sa monoplace. Régulier, Jean Behra conserve la tête du championnat grâce à un nouveau podium. 
Collins, qui avait cédé sa voiture à Fangio au Grand Prix précédent, a carte libre à Spa-Francorchamps et remporte sa première victoire en Formule 1 après que Fangio, dominateur, abandonne. Il récidive à Reims et prend le large au championnat. 
Le retour du Maestro
Malmené par Peter Collins et poursuivi par la malchance depuis le début de la saison, toutefois atténuée par la possibilité qu'il a eue à deux reprises de prendre la voiture de ses équipiers, Fangio reprend la main au championnat avec deux succès consécutifs à Silverstone et au Nürburgring.
Le fair-play de Collins
À Monza pour l'ultime Grand Prix de la saison, Fangio a les cartes en main pour être sacré : une simple arrivée dans les points lui suffit pour décrocher le titre. Mathématiquement en mesure de coiffer la couronne, Collins et Behra ont besoin d'un miracle pour espérer battre Fangio car ils pointent à 8 longueurs de l'Argentin. Ce miracle n'a pas lieu pour Behra rapidement distancé puis contraint à l'abandon. Pour Collins tout semble possible après l'abandon de Fangio : alors en troisième position, il doit remonter deux places (Moss et Musso sont devant lui) et établir le meilleur tour en course pour devenir champion du monde. Collins se charge lui-même de mettre un terme au suspense en donnant volontairement sa voiture à Fangio, renonçant du même coup à ses chances de décrocher le titre mondial qui échoit à l'Argentin.

## Grands Prix de la saison 1956
| N° | Date        | Grand Prix                    | Circuit           | Vainqueur                      | Voiture            | Résumé |
| 49 | 22 janvier  | Grand Prix d'Argentine        | Buenos Aires      | Juan Manuel Fangio Luigi Musso | Ferrari            | Résumé |
| 50 | 13 mai      | Grand Prix de Monaco          | Monaco            | Stirling Moss                  | Maserati           | Résumé |
| 51 | 30 mai      | Indianapolis 500              | Indianapolis      | Pat Flaherty                   | Watson-Offenhauser | Résumé |
| 52 | 3 juin      | Grand Prix de Belgique        | Spa-Francorchamps | Peter Collins                  | Ferrari            | Résumé |
| 53 | 1er juillet | Grand Prix de France          | Reims-Gueux       | Peter Collins                  | Ferrari            | Résumé |
| 54 | 14 juillet  | Grand Prix de Grande-Bretagne | Silverstone       | Juan Manuel Fangio             | Ferrari            | Résumé |
| 55 | 5 août      | Grand Prix d'Allemagne        | Nürburgring       | Juan Manuel Fangio             | Ferrari            | Résumé |
| 56 | 2 septembre | Grand Prix d'Italie           | Monza             | Stirling Moss                  | Maserati           | Résumé |

## Classement des pilotes
| Classement | Pilote                 | Pays        | Voiture              | Nombre de points |
| ---------- | ---------------------- | ----------- | -------------------- | ---------------- |
| 1er        | Juan Manuel Fangio     | Argentine   | Ferrari              | 30 (33)          |
| 2e         | Stirling Moss          | Royaume-Uni | Maserati             | 27 (28)          |
| 3e         | Peter Collins          | Royaume-Uni | Ferrari              | 25               |
| 4e         | Jean Behra             | France      | Maserati             | 22               |
| 5e         | Pat Flaherty           | États-Unis  | Watson-Offenhauser   | 8                |
| 6e         | Eugenio Castellotti    | Italie      | Ferrari              | 7,5              |
| 7e         | Sam Hanks              | États-Unis  | Kurtis-Offenhauser   | 6                |
| 8e         | Paul Frère             | Belgique    | Ferrari              | 6                |
| 9e         | Francisco Godia        | Espagne     | Maserati             | 6                |
| 10e        | Jack Fairman           | Royaume-Uni | Connaught-Alta       | 5                |
| 11e        | Mike Hawthorn          | Royaume-Uni | Maserati             | 4                |
| 12e        | Don Freeland           | États-Unis  | Phillips-Offenhauser | 4                |
| 13e        | Ron Flockhart          | Royaume-Uni | Connaught-Alta       | 4                |
| 14e        | Luigi Musso            | Italie      | Ferrari              | 4                |
| 15e        | Johnnie Parsons        | États-Unis  | Kurtis-Offenhauser   | 3                |
| 16e        | Alfonso de Portago     | Espagne     | Ferrari              | 3                |
| 17e        | Cesare Perdisa         | Italie      | Maserati             | 3                |
| 18e        | Harry Schell           | États-Unis  | Vanwall              | 3                |
| 19e        | Louis Rosier           | France      | Maserati             | 2                |
| 20e        | Luigi Villoresi        | Italie      | Maserati             | 2                |
| 21e        | Hermano da Silva Ramos | Brésil      | Gordini              | 2                |
| 22e        | Horace Gould           | Royaume-Uni | Maserati             | 2                |
| 23e        | Olivier Gendebien      | Belgique    | Ferrari              | 2                |
| 24e        | Dick Rathmann          | États-Unis  | Kurtis-Offenhauser   | 2                |
| 25e        | Gerino Gerini          | Italie      | Maserati             | 1,5              |
| 26e        | Chico Landi            | Brésil      | Maserati             | 1,5              |
| 27e        | Paul Russo             | États-Unis  | Kurtis-Novi          | 1                |

## Liste des Grands Prix disputés cette saison ne comptant pas pour le championnat du monde de Formule 1
| Nom                            | Circuit      | Date        | Vainqueur          | Constructeur   |
| ------------------------------ | ------------ | ----------- | ------------------ | -------------- |
| IVe Glover Trophy              | Goodwood     | 2 avril     | Stirling Moss      | Maserati       |
| VIe Grand Prix de Syracuse     | Syracuse     | 15 avril    | Juan Manuel Fangio | Lancia-Ferrari |
| XIe BARC Aintree 200           | Aintree      | 21 avril    | Stirling Moss      | Maserati       |
| VIIe BRDC International Trophy | Silverstone  | 5 mai       | Stirling Moss      | Vanwall        |
| IXe Grand Prix de Naples       | Posillipo    | 6 mai       | Robert Manzon      | Gordini        |
| Ier Aintree 100                | Aintree      | 24 juin     | Horace Gould       | Maserati       |
| Ier Vanwall Trophy             | Snetterton   | 22 juillet  | Roy Salvadori      | Maserati       |
| IVe Grand Prix de Caen         | Caen         | 26 août     | Harry Schell       | Maserati       |
| IIe Sussex Trophy              | Goodwood     | 8 septembre | Roy Salvadori      | Cooper-Climax  |
| Ier BRSCC Formula 1 Race       | Brands Hatch | 14 octobre  | Archie Scott Brown | Connaught-Alta |